# Thượng phụ Moskva và toàn nước Nga
Thượng phụ Moskva và toàn nước Nga (tiếng Nga: Святейший Патриарх Московский и всея Руси) là danh hiệu chính thức của người lãnh đạo Giáo hội Chính thống giáo Nga. Người ta thường xưng hô với vị này bằng danh hiệu "Đức thượng phụ". Tòa thượng phụ này được thành lập tại Moskva vào năm 1589 với vị thượng phụ tiên khởi là Job. Nhưng năm 1721, Pyotr Đại đế đã ra lệnh hủy bỏ tòa thượng phụ này, mãi đến ngày 28 tháng 10 năm 1917 mới được khôi phục lại theo quyết định của Hội đồng Chính thống giáo Nga bản địa. Vị Thượng phụ Moskva và toàn nước Nga đương nhiệm là Kirill, nhậm chức năm 2009.

## Danh sách Thượng phụ Moskva

### Thượng phụ Moskva và toàn nước Nga (1589-1721)
1. Thánh Gióp: 1589 - 1605
2. Íchnatiô: 1605–1606
3. Thánh Êmôgiêni: 1606–1612
4. Philarêtô: 1612–1633
5. Joasaphus I: 1634–1640
6. Giuse: 1642–1652
7. Nicôn: 1652–1658
8. Pitirim: 1658–1667
9. Joasaphus II: 1667–1672
10. Pitirim: 1672–1673
11. Gioakim: 1674–1690
12. Arianô: 1690–1700
13. Têphanô: 1700–1721, bị Sa hoàng bãi bỏ

### Đô chủ giáo và Tổng giám mục Moskva
1. Têphanô: 1721–1722
2. Têôphanê: 1722–1736
3. Giuse: 1742–1745
4. Phơlatôn I: 1745–1754
5. Hilariôn: 1754–1757
6. Timôthê: 1757–1767
7. Ambrôsiô: 1768–1771
8. Samuen: 1771–177
9. Phơlatôn II: 1775–1812
10. Augúttinô: 1812–1819
11. Sêraphim: 1819–1821
12. Thánh Philarêtô: 1821–1867
13. Thánh Innôkentiô: 1868–1879
14. Macariô I: 1879–1882
15. Gioannikiô: 1882–1891
16. Lêôntiô: 1891–1893
17. Sêgiô I: 1893–1898
18. Thánh Vơladimirô: 1898–1912
19. Thánh Macariô I: 1912–1917

### Thượng phụ Moskva và toàn nước Nga thời kỳ khôi phục (1917-hiện tại)
1. Thánh Tikhôn: 1917 - 1925
2. Đô chủ giáo Phêrô của Krutitsy: 1926
3. Đô chủ giáo Sêgiô của Nizhny Novgorod: 1926–1936
4. Đô chủ giáo Sêgiô của Moskva and Kolomna: 1936–1943
5. Sêgiô I: 1943 - 1944
6. Alêxiô I: 1945 - 1970
7. Phôêmên I: 1971 - 1990
8. Alêxiô II: 1990 - 2008
9. Kirilô I: 2009 - nay